# 空充秋

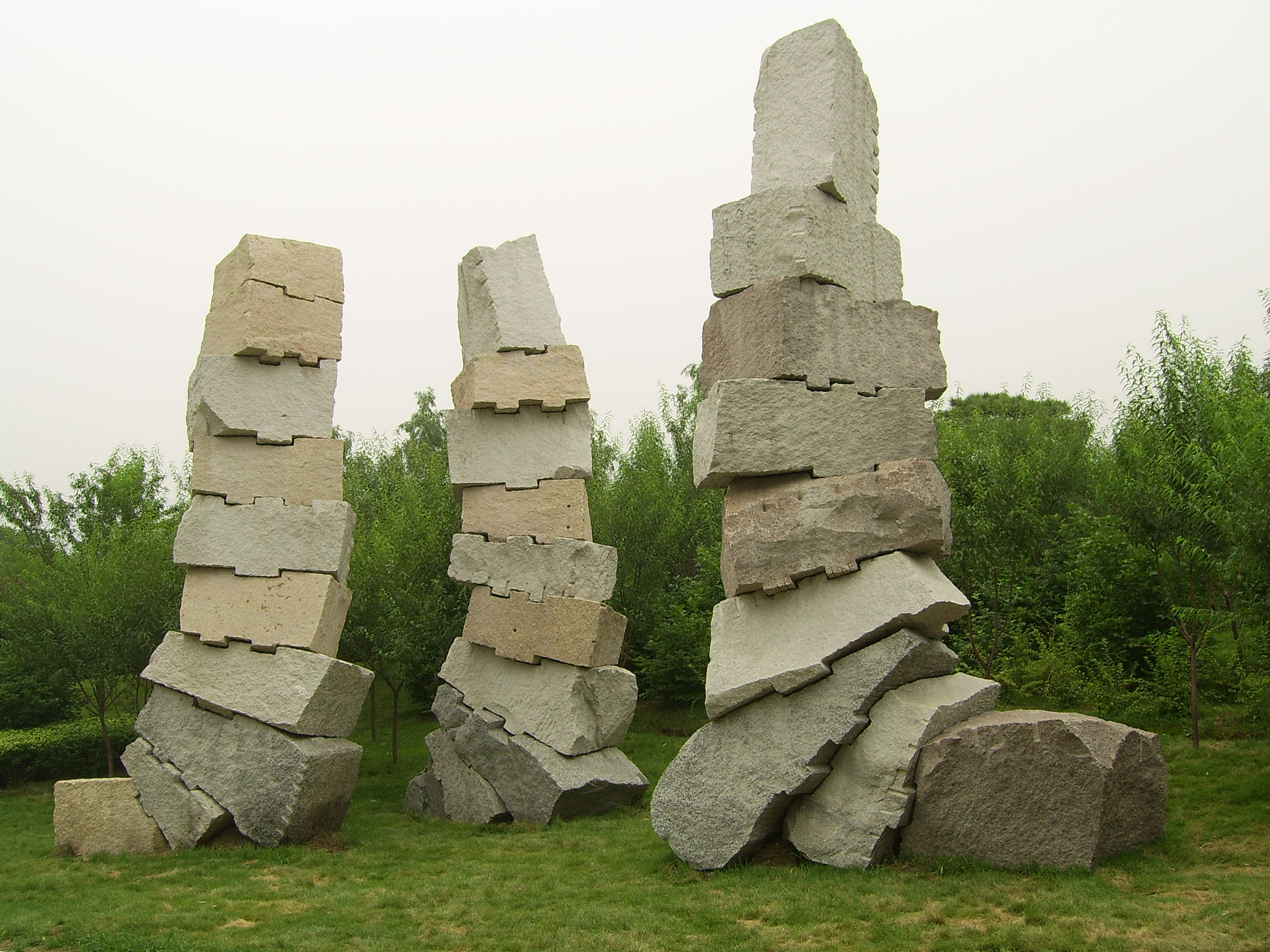
空充秋による作品

空 充秋（そら みつあき、1933年11月18日 - ）は、日本の彫刻家。石組みによる抽象彫刻が特徴。

## 人物
本名は田中充昭。広島県出身。多摩美術大学卒（1957年）。1964年東京オリンピックの選手村に、石彫「石のスピーカー」を制作した。1986年、みなとみらい21彫刻展で優秀賞・神戸須磨離宮公園現代彫刻展で大賞。1988年、「生きる」で第19回中原悌二郎賞を受賞。

## 略歴
- 1957年：多摩美術大学卒業[3]。
- 1963年～1964年：メキシコに滞在。
- 1984年：呉市美術館に作品設置。
- 1985年：「地」で第16回中原悌二郎賞優秀賞。
- 1986年：みなとみらい21彫刻展優秀賞。第10回神戸須磨離宮公園現代彫刻展大賞。
- 1987年：第5回ヘンリー・ムーア大賞展優秀賞。
- 1988年：「生きる」で第19回中原悌二郎賞。